# Lepthyphantes clarus
Lepthyphantes clarus este o specie de păianjeni din genul Lepthyphantes, familia Linyphiidae, descrisă de Oi, 1960. Conform Catalogue of Life specia Lepthyphantes clarus nu are subspecii cunoscute.